# Forever (雑誌)
『Forever』（フォーエヴァー）は、1973年に創刊された日本の音楽雑誌である。

## 概要
1973年4月に、宮下静雄、目黒国隆によって日本初の本格派オールディーズ専門誌として創刊。創刊時のプロモーション用に「フォーエヴァーのテーマ」（詩/曲/歌：かまやつひろし）のソノシート付き葉書が製作された。
後に白夜書房とゴールドマインとの提携で出版されたGoldWax誌上にて6　2/1号として復刊し山下達郎の未発表原稿「Barry Mann Story」などを掲載。

## 創刊号
1973年4月17日発行。
- 表紙 : エディ・コクラン、ジム・ピューター
- Jim Pewter's Rock 'n' Roll Record Hop ジム・ピューターの素顔は？ - 宮下静雄
- 対談「Back to the early days」 - 木崎義二x目黒国隆
- エディ・コクラン物語（バイオグラフィ、米・英・日ディスコグラフィ） - 宮下静雄、中村正弘
- PHILLES RECORD、フィル・スペクター・ストーリー - 宮下静雄
- インストゥルメンタル・ロックン・ロール(1957-60) - 目黒国隆
- 協力 : 木崎義二、白藤丈二、永田行雄、早川博美、青木義文

## 第2号
1973年8月20日発行。
- 表紙 : 湯村輝彦によるジャック・スコット・イラスト
- Jim Pewter's Rock 'n' Roll Record Hop - 宮下静雄
- Remember Then（ビルボード・トップ100 Aug. 1958）
- Story of the Rockers ジャック・スコット - 宮下静雄
- 対談「Back to the early days」 - 木崎義二x目黒国隆
- インストゥルメンタル・ロックン・ロール(1961-63) - 目黒国隆
- Rock 'n' Roll Star Popularity Poll （読者による人気投票、1位はバディ・ホリー）
- Let's Play Oldies - 柴田憲次
- SWAN RECORD ディスコグラフィ
- WCBS 101 presents THE TOP 500 HITS OF ALL TIME（N.Y.のオールディーズ局WCBS-FM（英語版）のリスナーによる名曲500選、1〜200位）
- 協力 : 木崎義二、白藤丈二、永田行雄、早川博美、湯村輝彦
- Spacial thanks : Jim Pewter, Don Leins, Ron Rollo, Ronny Weiser, Pete Smart, Barry Lazell, Hartmut Bauer

## 第3号
1974年3月1日発行。
- 表紙 : ジーン・ヴィンセント
- Remember Then（ビルボード・トップ100 Dec. 1958）
- Jim Pewter's Rock 'n' Roll Record Hop - 宮下静雄
- Surf Rock Rise Again in 1973
- Story of the Rockers ジーン・ヴィンセント - 宮下静雄、福田一郎
- Rock 'n' Roll Star Popularity Poll （読者による人気投票、1位はバディ・ホリー）
- David Gates' Early Days - 宮下静雄、目黒国隆
- ダ、ダ、ダ、ダーリン・フォーエバー - 湯村輝彦
- インストゥルメンタル・ロックン・ロール(1964-69) - 宮下静雄、目黒国隆
- WCBS 101 presents THE TOP 500 HITS OF ALL TIME（N.Y.のオールディーズ局WCBS-FMのリスナーによる名曲500選、200〜370位）
- Challenge Record ディスコグラフィ Part.1
- RECORD MART（レコード売買リスト）
- 協力 : 福田一郎、白藤丈二、永田行雄、神谷誠一、湯村輝彦

## 第4号
1975年11月20日発行。
- 表紙 : フレディ・キャノン
- Remember Then（ビルボード・トップ100 Jun. 1959）
- Story of the Rockers フレディ・キャノン - 宮下静雄
- From Jivin' Jim Pewter（ジム・ピューター・ニュース）
- Rock on Stage（ディック・クラーク・ライヴ・リポート）
- Dick Dale, Do It Again（ディック・デイル・ライヴ・リポート）
- Rock 'n' Roll Star Popularity Poll （読者による人気投票、1位はエディ・コクラン）
- From Inside 「GO, GO, NIAGARA」 - 大瀧詠一
- Hello! Collector（コレクター訪問）
- Paul Simon Early Days（ポール・サイモン物語） - 宮下静雄
- WCBS 101 presents THE TOP 500 HITS OF ALL TIME（N.Y.のオールディーズ局WCBS-FMのリスナーによる名曲500選、371〜500位）
- Johnny & The Hurricanes Story（ジョニーとハリケーンズ物語） - 宮下静雄、目黒国隆
- Challenge Record ディスコグラフィ Part.2
- Advertising（コレクター・マガジン紹介）
- 協力 : 大滝詠一、白藤丈二、永田行雄、湯村輝彦

この後、発行人・宮下静雄は1978年、輸入/中古レコード店「Forever Records」を開店。1980年、死去。

## 第5号
1983年発行。
- My All-Time Best 30 Favorutes - 石原孝、起塚雅俊、木崎義二、かまやつひろし、高譲、信藤三雄、近田春夫、藤本昌吾、宮治淳一、湯村輝彦、宮下静雄
- BUDDY HOLLY STORY（バディ・ホリー物語）
- All Days And Oldies - 浜田明彦
- Good Rockin' PEARL HARBOUR（パール・ハーバー・インタビュー）
- 「猟盤日記」 - 戸川昌夫　イラスト - 湯村輝彦
- ザ・スパイダース・バイオグラフィ - 洞下也寸志
- A Talk with MONSIEUR　かまやつひろしインタビュー
- All About JOE MEEK - 藤本昌吾、高橋雅幸
- Hello Collector Me & My THE SHADOWS - 石原孝

## 第6号
1984年発行。
- DEL SHANON STORY - 高原和利
- Out Of Limits with THE MARKETTS - Davy Peckett
- シャープ・ホークス物語 - 洞下也寸志
- 「猟盤日記」 - 戸川昌夫　イラスト - 湯村輝彦
- 堤光生（ザ・ランチャーズ）インタビュー - 宮治淳一（NEW ELEKI DYNAMICA）
- All Days And Oldies - 浜田明彦
- SHEL TALMY and Pop Art Rock（シェル・タルミー・バイオグラフィ、ディスコ・グラフィ）
- It's The Effect Sound Best 10 In Sweet Soul Music - 湯村輝彦、藤原哲男、素月道生、斉藤秀二
- The Beach Boys Records In Japan（ビーチ・ボーイズの日本盤レコード）
- For The Residents Of Niagara Falls - 瀬竹誠
- A Talk with HAIBANMAN - 佐々木勝俊x目黒国隆
- Girl Group Special - 上野シゲル
- The Beach Boys Smile - ブライアン藤本
- POP-SICLE presents Story Of YAMAHA AIR MAIL SPECIAL - 木崎義二
- GLEN A. BAKER Talk Down Under（グレン・A・ベイカー・インタビュー） - 長門芳郎